# Ericeia lituraria
Ericeia lituraria är en fjärilsart som beskrevs av Saalmüller 1880. Ericeia lituraria ingår i släktet Ericeia och familjen nattflyn. Inga underarter finns listade i Catalogue of Life.